# 4947 Ninkasi
4947 Ninkasi eller 1988 TJ1 är en asteroid i huvudbältet som upptäcktes den 12 oktober 1988 av den amerikanska astronomen Carolyn S. Shoemaker vid Palomar-observatoriet. Den är uppkallad efter Ninkasi i den sumeriska mytologin.
Den tillhör asteroidgruppen Amor.